# La maldición del hombre lobo
La maldición del hombre lobo (The Curse of the Werewolf en inglés) es una película de terror de 1961 dirigida por Terence Fisher, protagonizada por Oliver Reed y producida por Hammer Productions. Está basada en la novela El hombre lobo de París, escrita por Guy Endore.

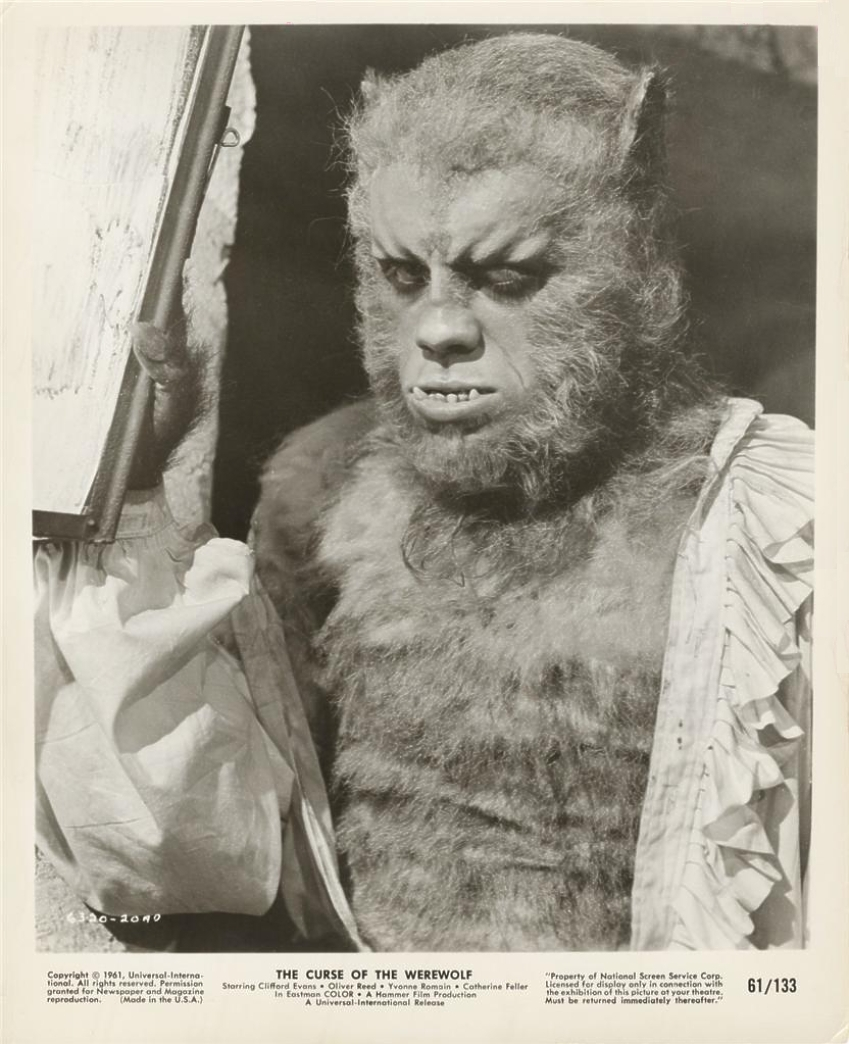
Fotografía perteneciente a la película "The curse of the Werewolf" (1961).

La banda sonora es notable porque Benjamin Frankel utilizó doce tonos de serialismo dodecafónico, algo poco común en la música cinematográfica. El papel protagonista fue el debut en el cine de Oliver Reed, y fue también la primera película de hombres lobo rodada en color.

## Argumento
En un pueblo de la España del siglo XVIII, llamado Santa Vera, se celebra la boda de un marqués, al banquete se presenta un mendigo que está de paso por el pueblo. El marqués convierte al mendigo en objeto de burlas, y acaba encarcelándolo en las mazmorras. Allí pasa años al cuidado del carcelero y de su hija muda. Quince años más tarde, el decrépito marqués intenta violar a la hija del carcelero mientras esta limpia su alcoba. Como castigo por su resistencia a ser poseída por el marqués, este ordena encerrarla en la celda con el mendigo que, convertido en una bestia, acaba violando a la chica. El mendigo muere y ella mata al marqués en otro intento de ser violada.
Huye y es encontrada en el bosque por un ilustrado del pueblo, que es quien cuenta la historia. Su ama de llaves la cuida y con el paso de las semanas descubre que está embarazada. El día de Navidad da a luz, cosa que la superstición del pueblo ve como un mal augurio, y muere. El bebé es bautizado con el nombre de León y criado por el caballero erudito, Don Alfredo, y su ama de llaves, Teresa. Pero las noches de luna llena el niño se escapa, degüella animales y desarrolla hirsutismo. El ilustrado y el sacerdote reconocen en él a un hombre lobo y procuran que no escape por las noches. Cuando se hace adulto, León encuentra trabajo en una bodega. Él y Cristina, la hija del bodeguero, entablan un romance a pesar de que ella está prometida.
Ante la insistencia de su compañero de trabajo sale de noche a una taberna, pero acaba matando a una prostituta, a su compañero y a otro hombre del pueblo. León vuelve a casa de su padre adoptivo y confiesa, pero escapa para que no le encierre en casa.
Finalmente es detenido y encarcelado, allí León pide ser condenado a morir en la hoguera. Ante la negativa del alcalde, León ruega a su padre que use la bala que Pepe, el cazador local, hizo con la plata de un crucifijo y acabe con su vida. Pero esa noche vuelve a transformarse en hombre lobo, mata a su compañero de celda y al guardián y escapa. Es perseguido por todos los habitantes del pueblo y finalmente su padre adoptivo le dispara la bala de plata y muere.

## Reparto
- Clifford Evans como Don Alfredo.
- Oliver Reed como León.
- Yvonne Romain como la sirvienta muda.
- Catherine Feller como Cristina.
- Anthony Dawson como el marqués siniestro.
- John Gabriel como el sacerdote.
- Warren Mitchell como Pepe Valiente.
- Anne Blake como Rosa Valiente.
- George Woodbridge como Dominique.
- Michael Ripper como el anciano borracho.
- Ewen Solon como Don Fernando.
- Peter Sallis como Don Enrique.

## Producción y estreno
El rodaje se realizó en los estudios Bray en Berkshire, en los decorados centrados en la Inquisición española para The Rape of Sabena, una película que no llegó a producirse porque los financiadores rechazaron el guion. Cambió así la ubicación y época de la historia, pues aprovecharlos resultaba más barato que construir unos nuevos recreando el París de 1870.
Se estrenó en mayo de 1961 en sesión doble junto con The Shadow of the Cat (otra película de la Hammer, menor y en blanco y negro). La película se proyectó fuertemente censurada, y no se vio restaurada y completa hasta los años 1990 en sus proyecciones televisivas y lanzamiento en DVD.